# سد کبرادا د اولوم
سد کبرادا د اولوم (به اسپانیایی: Represa Ullum) یک سد و نیروگاه برقابی در آرژانتین است که در استان سان خوآن، آرژانتین واقع شده‌است.